# Diecezja Nuoro
Diecezja Nuoro – diecezja Kościoła rzymskokatolickiego we Włoszech, a ściślej na Sardynii, w metropolii Cagliari. Została erygowana w XII wieku jako diecezja Galtelli. W 1779 jej nazwa została zmieniona na diecezję Galtelli-Nuoro, a w 1928 przyjęła obecną nazwę.